# Mendota, Illinois
Mendota är en stad (city) i LaSalle County, i delstaten Illinois, USA. Enligt United States Census Bureau har staden en folkmängd på 7 346 invånare (2011) och en landarea på 12,9 km².